# Crematogaster amita
Crematogaster amita es una especie de hormiga acróbata perteneciente a la tribu Crematogastrini, de la subfamilia Myrmicinae, orden Hymenoptera.

## Taxonomía
Se atribuye su descripción al entomólogo de origen suizo Auguste Forel, quien la citó por primera vez en 1913. La especie aparece registrada en Fourmis de Rhodesia, etc. récoltées par M. G. Arnold, le Dr. H. Brauns et K. Fikendey de Annales De La Société Entomologique De Belgique, 57, 108–147, publicada por Forel, A. en 1913.

## Distribución y hábitat
Se distribuye por el continente africano, en Sudáfrica, Suazilandia y Zimbabue. Habita en bosques, pastizales y debajo de piedras. Se ha encontrado a elevaciones de 254-1369 m s. n. m.